# Meziane Touati
Meziane Touati (Algír, 1969. április 14. –) algériai labdarúgó.

## Sikerei, díjai
- Ferencvárosi TC:
  - Magyar labdarúgó-bajnokság ezüstérmes: 1997–98
  - Magyar labdarúgó-bajnokság bronzérmes: 1996–97